# Diana Hayden
Diana Hayden (ur. 1973 w Hajdarabadzie) – indyjska aktorka i modelka. W 1997 roku zdobyła koronę Miss World.

## Filmografia
- 1999 – Szpital Holby City (cameo)
- 2003 – Tehzeeb
- 2004 – Ab...Bas!
- 2005 – Othello: A South African Tale
- 2006 – All Alone
- 2006 – Adaa
- 2012 – Lorie